# Masters of Chant Chapter II
Masters of Chant Chapter II (engl. für: „Meister der Gesänge Kapitel II“) ist das zweite Album des Musikprojekts Gregorian, das im Oktober 2001 veröffentlicht wurde. Auf dem Album befinden sich erneut Coverversionen bekannter Songs im gregorianischen Stil. Produziert wurde das Album von Frank Peterson.

## Entstehung
Die Arbeit an dem Album begann bereits im Sommer 1999, nachdem Masters of Chant ein herausragender Erfolg wurde. Die Produktion dauerte bis in den Herbst 2001.

## Veröffentlichungen
Das Album wurde als normale Compactdisc veröffentlicht. 2002 wurde die DVD zum Album Moments of Peace In Ireland veröffentlicht. 2006 folgte eine „Diamond Edition“ mit identischer Trackliste, 2007 wurde es in dem Earbook Chants & Mysteries veröffentlicht. In Frankreich ist der Name des Albums Masters of Chant. Da dort Masters of Chant erst 2001 erschien (als Masters Of Chant Chapitre II), wurden die ersten beiden Alben dort vertauscht herausgebracht. 
In Frankreich hatte das Album drei Bonustracks: Instant de Paix (französische Version von Moment of Peace), Rêver und Voyage Voyage. Von Moment of Peace gibt es noch eine spanische und eine portugiesische Version. Außerdem wurde in Deutschland eine Limited Edition veröffentlicht, die als Bonus den Multimedia Track mit dem Video zur Single Moment of Peace enthielt, welche aber bald aus dem Verkauf genommen wurde, da sie sich nicht gut genug verkaufte.

## Titelliste
1. Moment of Peace (Gregorian) (mit Sarah Brightman)
2. The First Time Ever I Saw Your Face (Ewan MacColl) (Originalinterpret: Peggy Seeger)
3. In the Air Tonight (Phil Collins) (Originalinterpret: Phil Collins)
4. Bonny Portmore (Keltisches traditional) (zuvor u. a. interpretiert von: Loreena McKennitt)
5. Hymn (John Lees) (Originalinterpret: Barclay James Harvest)
6. Child in Time (Ritchie Blackmore, Ian Gillan, Roger Glover, Jon Lord, Ian Paice) (Originalinterpret: Deep Purple)
7. Everybody Gotta Learn Sometimes (James Warren) (Originalinterpret: The Korgis)
8. Wish You Were Here (David Gilmour, Roger Waters) (Originalinterpret: Pink Floyd)
9. Lady D'Arbanville (Cat Stevens) (Originalinterpret: Cat Stevens)
10. Heaven Can Wait (Jim Steinman) (Originalinterpret: Meat Loaf)
11. Babylon (traditional)
12. Stairway to Heaven (Jimmy Page, Robert Plant) (Originalinterpret: Led Zeppelin)

### Bonustracks (Frankreich, Belgien, Portugal)
- Instant De Paix (Gregorian)
- Rêver (Originalinterpret: Mylène Farmer)
- Voyage Voyage (Originalinterpret: Desireless)

## Kommerzieller Erfolg

### Chartplatzierungen
Das Album verkaufte sich international sehr gut, so erreichte es in Deutschland Platz 6 der Albumcharts (Ersteinstieg: 43/2001).
| ChartsChartplatzierungen | Höchstplatzierung | Wochen |
| ------------------------ | ----------------- | ------ |
| Deutschland (GfK)        | 6 (28 Wo.)        | 28     |
| Österreich (Ö3)          | 18 (8 Wo.)        | 8      |
| Schweiz (IFPI)           | 20 (11 Wo.)       | 11     |

| ChartsJahrescharts (2001) | Platzierung |
| ------------------------- | ----------- |
| Deutschland (GfK)         | 91          |

### Auszeichnungen für Musikverkäufe
| Land/Region        | Auszeichnungen für Musikverkäufe (Land/Region, Auszeichnung, Verkäufe) | Verkäufe |
| ------------------ | ---------------------------------------------------------------------- | -------- |
| Belgien (BRMA)     | Gold                                                                   | 25.000   |
| Deutschland (BVMI) | Gold                                                                   | 150.000  |
| Finnland (IFPI)    | Platin                                                                 | 43.706   |
| Frankreich (SNEP)  | Gold                                                                   | 100.000  |
| Ungarn (MAHASZ)    | Gold                                                                   | 25.000   |
| Insgesamt          | 4× Gold · 1× Platin ·                                                  | 343.706  |